# Чаклунство 2: Спокусниця
Чаклунство 2: Спокусниця (англ. Witchcraft II: The Temptress) — американський фільм жахів режисера Марка Вудса 1989 року.

## Сюжет
Подорослішав Вілл виховувався в родині Адамсів, яких вважав за своїх справжніх батьків, жив життям звичайного тінейджера-студента і навіть не підозрював про своє велике призначення і чаклунські здібності. Тому в сексуальній красуні Долорес Вілл не відразу визнав відьму, яка тільки й чекала слушної нагоди, щоб спокусити його і переманити на бік зла.

## У ролях
- Чарльз Соломон молодший — Вільям Адамс
- Делія Шеппард — Долорес
- Девід Гомб — Бумер
- Міа М. Руїс — Мішель
- Джей Річардсон — містер Адамс
- Черіл Джанеккі — місіс Адамс
- Мері Шеллі —Елізабет Стоктон
- Френк Вудс —преподобний Кросс
- Керстен Вагнер —Одрі
- Рой Стоун —бос

## Серія
- Чаклунство / Witchcraft (1988)
- Чаклунство 2 : Спокусниця / Witchcraft II: The Temptress (1989)
- Чаклунство 3 : Поцілунок смерті / Witchcraft III: The Kiss of Death (1991)
- Чаклунство 4 : Невинне серце / Witchcraft IV: The Virgin Heart (1992)
- Чаклунство 5 : Танець з Дияволом / Witchcraft V: Dance with the Devil (1993)
- Чаклунство 6 : Коханка Диявола / Witchcraft VI: The Devil's Mistress (1994)
- Чаклунство 7 : Час розплати / Witchcraft VII: Judgement Hour (1995)
- Чаклунство 8 : Привид Салема / Witchcraft VIII: Salem's Ghost (1996)
- Чаклунство 9 : Гірка плоть / Witchcraft IX: Bitter Flesh (1997)
- Чаклунство 10 : Повелителька / Witchcraft X: Mistress of the Craft (1998)
- Чаклунство 11: Сестри по крові / Witchcraft XI: Sisters in Blood (2000)
- Чаклунство 12 : У лігві змія / Witchcraft XII: In the Lair of the Serpent (2002)
- Чаклунство 13: Тринадцята жертва / Witchcraft XIII: Blood of the Chosen (2008)